# Електрични гријач
Електрични гријач (екав. грејач) је уређај који претвара електричну у топлотну енергију. Посебно је израђен тако да се загријава до оптималне температуре за рад и преноси топлоту на своје окружење.
Као претварачи енергије, гријачи имају 100% искористивост, зато што се сва утрошена електрична енергија претвара у топлоту.
Електрични гријачи долазе у разним облицима и снагама да задовоље разне потребе. Облици су разни: намотане спирале, спирални цилиндри, траке, плоче и други. Примјери неких електричних гријача су гријалица (грејалица), гријач сушача за косу, гријаће плоче на пећима и други.
Гријачи често користе никл-хром (NiCr) жицу или неку другу погодну као отпорни елемент.

## Прорачун
Произведена топлота се може једноставно израчунати уз помоћ Омовог закона за снагу, дакле:
{\displaystyle P=U*I} или {\displaystyle P=I^{2}*R} или {\displaystyle P=U^{2}/R}
Гдје је P снага у W, U напон у V, и I струја у A.
На примјер, ако нам је познато да је отпор жице 100 Ома, а напон је 220 Волти, узевши формулу:
{\displaystyle P=U^{2}/R}, добијамо {\displaystyle P=220^{2}/100} = 484 W. Наравно, са загријавањем жице расте њен отпор, па је наш прорачун тачан само за мале промјене температуре.